# Larry Hughes
Larry Darnell Hughes (* 23. Januar 1979 in St. Louis, Missouri) ist ein ehemaliger US-amerikanischer Basketballspieler.

## Karriere
Beim NBA-Draft 1998 wurde Hughes an 8. Stelle von den Philadelphia 76ers ausgewählt. Die ersten 1½ Jahre bei den Sixers verliefen jedoch durchwachsen, so dass er zu den Golden State Warriors verschifft wurde. Bei den Warriors deutete er sein Potential an und entwickelte sich zum Leistungsträger. Hughes erzielte in den verbleibenden 32 Spielen 22,0 Punkte, 5,9 Rebounds und 4,1 Assists pro Spiel. Die nächsten beiden Jahren war er Starter bei den Warriors, ehe er zu  den Washington Wizards wechselte.
Bei den Wizards schaffte Hughes in der Saison 2004–2005 seinen Durchbruch, als er 22 Punkte auflegte, im Schnitt 6,3 Rebounds  einsammelte, 4,7 Assists austeilte und 2,89 Steals verbuchte. Außerdem wurde er in dieser Saison ins NBA All-Defensive First Team gewählt. Nach dieser Saison war er Free Agent, d. h., er war bei keinem NBA-Team unter Vertrag und wurde in der Off-Season von den Cleveland Cavaliers, für 70 Millionen US-Dollar auf fünf Jahre, unter Vertrag genommen. In seiner ersten Saison in Cleveland konnte er sein Können durch ständige Verletzungen nicht beweisen und bestritt nur 36 Partien. Auch die nächsten beiden Jahren konnte er seinen hochdotierten Vertrag nicht rechtfertigen.
Im Januar 2008 wurde er zusammen mit Drew Gooden, Shannon Brown und Cedric Simmons für Ben Wallace und Joe Smith zu den Chicago Bulls getradet. Nach einer kurzen Zeit bei den Bulls und den New York Knicks wurde Hughes im Februar 2010 zu den Sacramento Kings getradet. Am 23. Februar wurde er von den Kings entlassen, ohne ein Spiel für sie absolviert zu haben. Stattdessen unterschrieb er bei den Charlotte Bobcats bis zum Ende der Saison.
Darauf verbrachte er ein Jahr mit seiner Familie, bevor er zu Beginn der Saison 2011/2012 einen Vertrag bei den Orlando Magic unterschrieb. Am 2. Februar 2012 wurde er von den Magic entlassen und fand seitdem nie mehr ein NBA-Team.